# Auditorium de Radio France
 (avril 2018).

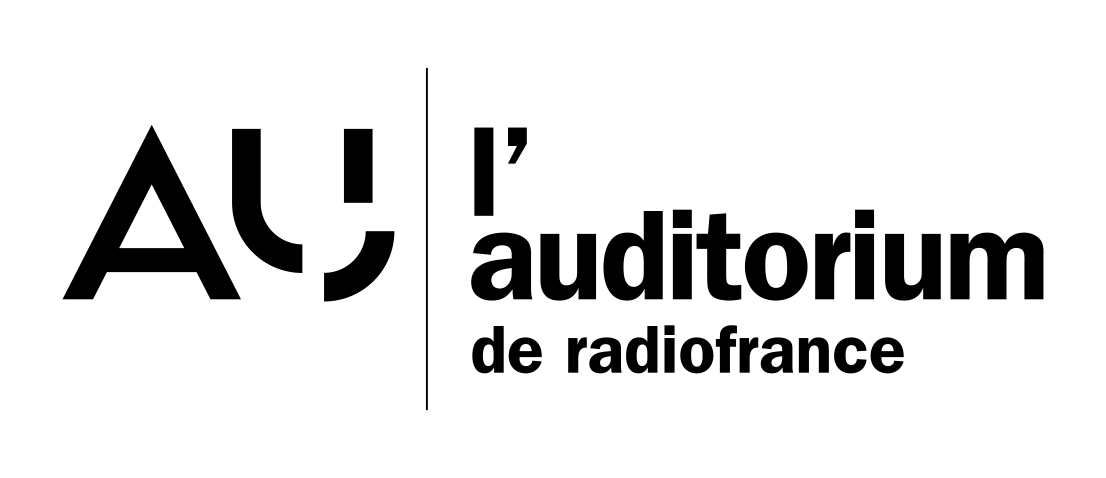
Logo de l'Auditorium de Radio France conçu par l'Agence W

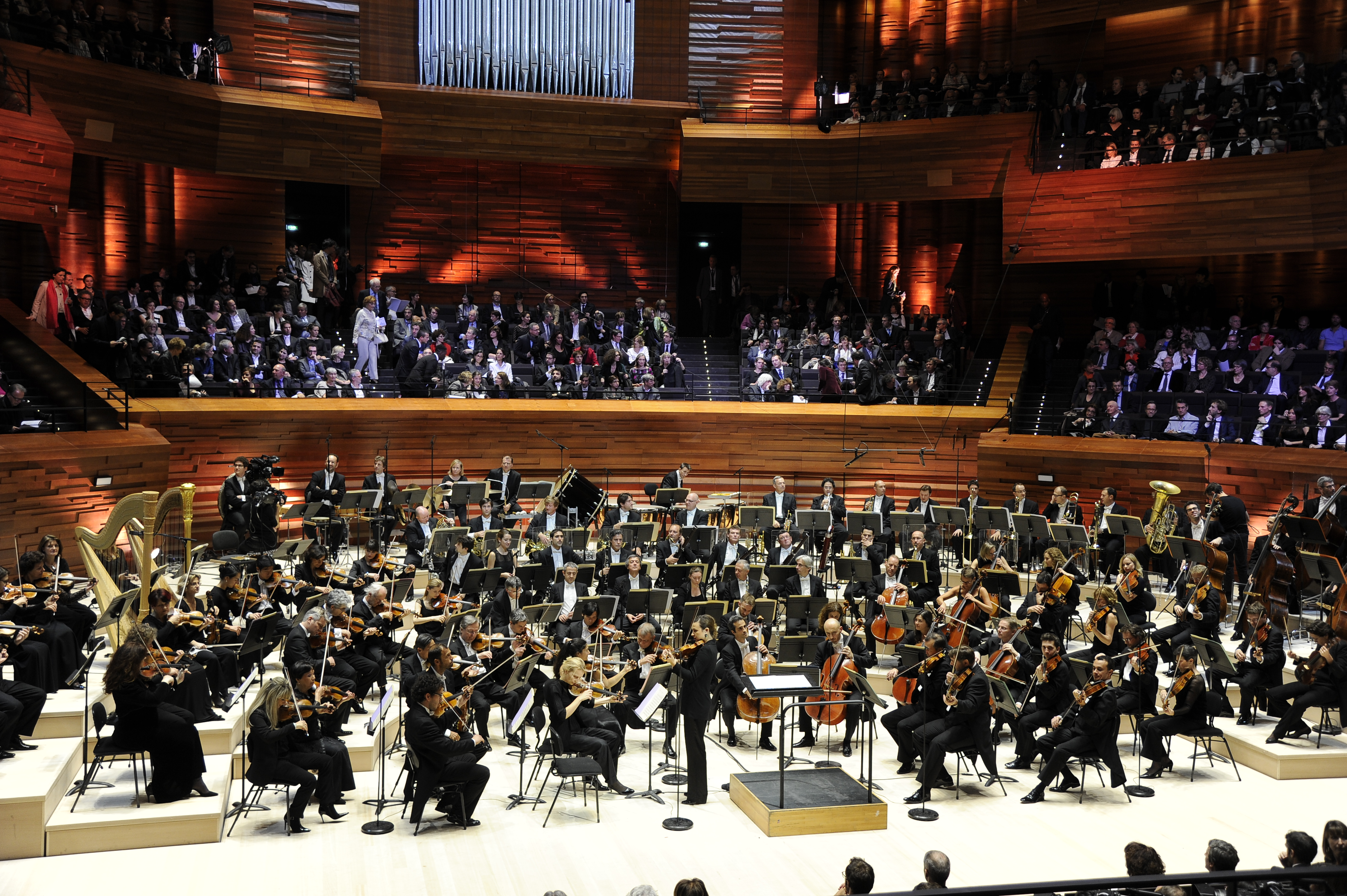
Auditorium de Radio France - Photo : Christophe Abramowitz / Radio France

L’Auditorium de Radio France est une salle de concert en forme d’arène et dotée d’un orgue située à Paris dans le 16e arrondissement. Ses formations musicales résidentes sont l’Orchestre national de France, l’Orchestre philharmonique de Radio France, le Chœur de Radio France et la Maîtrise de Radio France. Équipé en termes scéniques et audiovisuels, il est aussi un studio d’enregistrement, de diffusion et une salle de projection.  Il a aussi été conçu en direction des antennes de Radio France : France Inter, France Info, France Culture, France Musique, FIP, France Bleu, Mouv'.

## Le bâtiment
Situé à proximité de la Tour Eiffel et en face du nouveau centre commercial Beaugrenelle, l'Auditorium de Radio France a été édifié sur l’emplacement des anciens studios 102 et 103 de la Maison de la Radio. Il a été inauguré le 14 novembre 2014.

### L’architecture
Inspiré de la Philharmonie de Berlin, l'Auditorium dispose de 1 461 places installées en balcons et réparties tout autour de la scène et des musiciens. Cette architecture qui place les musiciens au centre, permet au spectateur de n’être jamais à plus de 17 mètres de la scène et bénéficie ainsi d’une relation de proximité et d’intimité avec les musiciens.

### L’acoustique
Deux cabinets ont contribué à la création de l’Auditorium : le cabinet Nagata Acoustics, emmené par l’acousticien Yasuhisa Toyota et connu pour avoir contribué à la conception de plus de soixante-dix salles, et le cabinet Jean-Paul Lamoureux Acoustique. 
L’acoustique est assez emblématique d'un son de radio ou de studio : direct, le plus précis possible à la source. Le résultat est spectaculaire : un son très feutré et précis, doux, d'une proximité incroyable, même des points les plus éloignés. 

#### Les balcons et gradins
Tout en bois (cerisier, bouleau et hêtre), les balcons sont en quinconce, réguliers. Pour une salle de 1 500 places, le résultat est impressionnant de familiarité. Le bois foncé de la salle fait contraste avec le parterre très clair où se posent les musiciens. 
Ces parements de bois sur les balcons ainsi que des polycylindres situés à l’arrière des gradins permettent la circulation du son.

#### La «boîte dans la boîte»
L’Auditorium a été construit d’après un principe d’isolation, dit de la « boîte dans la boîte », en créant une structure entièrement indépendante du reste du bâtiment. L'armature de béton  repose sur des longrines posées sur des boîtes à ressorts. Les parois, bosselées en demi-cylindres sont conçues pour renvoyer le son avec égalité. Le plafond est un immense réflecteur en bois. Le plafond et les parois sont constitués de matériaux dont la masse de 120 kg/m2 répond aux besoins acoustiques. Le résultat est un ensemble non-linéaire et désolidarisé, ce qui réduit au maximum les passages de bruit entre les deux.

#### Le canopy
Le faux plafond, situé à 18 mètres de hauteur par rapport à la scène, a été doublé d'un réflecteur acoustique appelé canopy. Cette lentille réfléchissante, permettant d’optimiser la propagation et la réflexion acoustiques, est également utile à la relation entre les musiciens eux-mêmes et à la qualité sonore diffusée dans la salle.

## L’orgue de l’Auditorium
L'orgue de l'Auditorium, réalisé par la manufacture Gerhard Grenzing est un orgue de 30 tonnes, 12 mètres de large et 12 mètres de haut. Il compte 5 320 tuyaux et 87 jeux répartis sur quatre claviers de 61 notes et un pédalier de 32 marches. Il comporte 2 consoles, une fixe en fenêtre à commandes mécaniques et une mobile disposée sur scène à commandes électriques proportionnelles (toucher sensitif). Les 2 consoles peuvent être jouées ensemble (à deux organistes). L’orgue de Radio France est inauguré le 7 mai 2016.

## Événements particuliers
- Le 30 novembre 2017 s'est tenue à l'Auditorium la deuxième édition du concert mêlant hip-hop et musique symphonique[5].
- Le 17 mars 2018, un concert gratuit est donné à l'Auditorium pour l'ouverture de la Semaine de la langue française et de la francophonie[6].
- Le 21 janvier 2023, le chanteur Philippe Katerine s'est produit à l'Auditorium accompagné de L'Orchestre Philharmonique de Radio France, dans le cadre de l'HyperWeekEnd Festival, pour un concert unique.